# Municipio Lander
El Municipio Lander es uno de los 21 municipios que integran el Estado Miranda, Venezuela. Posee una superficie de 478 km² y según el INE su población para 2023 es de 174.947 habitantes. Su capital es la ciudad de Ocumare del Tuy. Entre las principales poblaciones se encuentran Santa Bárbara, La Democracia, Colonia Mendoza, Sucuta, Las Yaguán, Agua Amarilla, Los Cajones, Boca de Onza, Barrialito, Lagartijo, El Limón, Río de Piedra, Los Plátanos y Quiripital. El municipio debe su nombre al político y periodista colaborador de Simón Bolívar, Tomás Lander.

## Geografía
Se encuentra ubicado al sur de la región de los Valles del Tuy, en la zona norte y central se presenta una planicie formada por el principal curso de agua de la región el río Tuy, al sur y al este se encuentran regiones montañosas dominadas por la Serranía del Interior parte de la cual se encuentra protegida por el Parque nacional Guatopo. A 5,5 km al suroeste de Ocumare del Tuy se encuentra el Embalse Ocumarito que se encarga de surtir agua potable para Caracas y los Valles del Tuy.

## Parroquias
1. Parroquia La Democracia
2. Parroquia Ocumare del Tuy
3. Parroquia Santa Bárbara

## Instituciones educativas
- UEN Cacica Apacuana
- UEE Chamicero
- CEN MERCEDES RASCO.
- Liceo Nacional "12 de febrero".
- Unidad Educativa Nacional Rosa Peña
- Colegio San Antonio del Tuy,
- Unidad Educativa Privada Colegio María Teresa del Toro,
- Colegio Tomás Lander,
- Colegio Manuel Ramón Oyón,
- Colegio Mario Benedetti,
- Escuela Básica Nacional Alberto Smith,
- Liceo Bolivariano Nacional "Manuel de Aleson",
- Liceo Juan Antonio Peréz Bonalde,
- Unidad Educativa Nacional Creación Ocumare,
- Unidad Educativa Nacional Jesús Albarado,
- Escuela Mercedes de Peréz,
- Unidad Educativa Instituto Mara,
- Escuela Divino Niño,
- Preescolar Bertha Villegas ´´Urb. Casa Blanca´´,
- Escuela para Niños Especiales ´´Urb. Casa Blanca´´,
- Instituto Universitario de Tecnología Tomás Lander (IUTTOL),
- Universidad Bolivariana de Venezuela, Mega Aldea "Casa de las Misiones",
- Universidad Nacional Experimental de la Fuerza Armada Bolivariana (UNEFAB),
- Escuela Básica Nacional José Antonio Páez, Araguita II
- Unidad Educativa Colegio Santo Ángel,
- Escuela Pública Bolivariana Francisco de Miranda
- Unidad Educativa "Presbítero Esteban Páez"
- Unidad Educativa Fe y Alegría
- UNidad Educativa Monseñor Rafael Pérez León
- Unidad Educativa Nacional Bolivariana Dr. Luis Razetti

## Política y gobierno

### Alcaldes
| Período                            | Alcalde                | Partido político / Alianza | % de votos | Notas |
| ---------------------------------- | ---------------------- | -------------------------- | ---------- | --- |
| 1989 - 1992                        | Antonio Trejo Calderon | AD                         | 43,71      | Primer alcalde bajo elecciones directas |
| 1992 - 1995                        | Antonio Trejo Calderon | AD                         | 39,63      | Reelecto |
| 1995 - 2000                        | Manuel García          | AD                         | -          | Segundo alcalde bajo elecciones directas (se realizaron elecciones generales adelantadas en el 2000 debido a la aprobación de la Constitución de 1999) |
| 2000 - 2004                        | Manuel García          | AD                         | 55,14      | Reelecto |
| 2004 - 2008                        | José Gregorio Arvelo   | MVR                        | 52,89      | Tercer alcalde bajo elecciones directas |
| 2008 - 2013                        | Julio Marcano          | PSUV                       | 69,35      | Cuarto alcalde bajo elecciones directas (se postergan 1 año las elecciones municipales pautadas para finales del 2012)                                 |
| 2013 - 2017                        | Julio Marcano          | PSUV                       | 57,23      | Reelecto |
| 2017 - 2021                        | Genkerve Tovar         | PSUV                       | 85,42      | Quinto alcalde bajo elecciones directas |
| 2021 - 2025                        | Dayana Baez            | PSUV                       | 49,76      | Sexto alcalde bajo elecciones directas |
| Fuente: Consejo Nacional Electoral |                        |                            |            | |

### Concejo municipal
Período 2021 - 2025
| Concejales      | Partido político / Alianza |
| --------------- | -------------------------- |
| Rafael Rico     | PSUV                       |
| Carmen Pérez    | PSUV                       |
| Marvelis Díaz   | PSUV                       |
| Franklin Meza   | PSUV                       |
| Pablo Serrano   | PSUV                       |
| Liliana Ybirma  | PSUV                       |
| Yina Vizcaya    | PSUV                       |
| Gyldrey Padilla | AD                         |
| David Elis      | AD                         |